# Rhynchocryptus videndus
Rhynchocryptus videndus är en stekelart som först beskrevs av Morley 1916.  Rhynchocryptus videndus ingår i släktet Rhynchocryptus och familjen brokparasitsteklar. Inga underarter finns listade i Catalogue of Life.